# 니조 에이시
니죠 에이시/에이코(일본어: 二条 栄子 にじょう えいし/えいこ[*])는 가마쿠라 시대 후기부터 난보쿠초 시대에 걸쳐 살은 여성이다. 고다이고 천황의 뇨고이다.

## 생애
관백ㆍ좌대신을 지낸 적도 있는 니죠 미치히라와 종2위 온시 (후지와라노 온시)와의 사이에서 태어났다 (『황대력(皇代暦)』 권4 「고다이고 천황(後醍醐天皇)」).
겐무의 신정이 시작된지 약 반년 후인 겐코 3년 (1333년) 12월 28일, 고다이고 천황의 뇨고가 되었다 (『황대력(皇代暦)』 권4 「고다이고 천황(後醍醐天皇)」, 원문에서는 "겐코 2년"이지만 『대일본사료(大日本史料)』 편찬자에 의해 정정). 이는 고다이고의 황녀 쇼시 내친왕이 이세 신궁 재궁으로 복정(결정)한 것과 같은 날이다 (『황대력(皇代暦)』 권4 「고다이고 천황(後醍醐天皇)」).
엔겐 4년/랴쿠오 2년 8월 16일 (1339년 9월 19일)에 고다이고가 붕어한 후, 그 해 10월에 지도 법친왕 (고다이고의 숙부) 아래로 출가했다 (『후가와카슈(風雅和歌集)』 잡하). 이때 지도가 슬픈 나머지 지은 우타가 『후가와카슈(風雅和歌集)』 잡하에 입집되어 있다. 손엔 법친왕 (지도의 다음 대의 쇼렌인 몬제키)도 답례가를 지었다.
안푸쿠도노 (安福殿)라 칭하였다 (『존비분맥(尊卑分脈)』). 그 후의 그녀의 인생은 알려진 바가 없다.